# Pye Engström
Pye Engström   (Danderyd, 8 de juny de 1928) és una escultora sueca. Va estudiar a la Konstfack (1945–48), al Royal Institute of Art (1945–48) i a la Reial Acadèmia de Belles Arts de Dinamarca (1948–53). És coneguda per les seves escultures fetes amb pedra calcària de Gotland. Està casada amb l'escriptor Clas Engström des de 1951.

## Galeria d'imatges

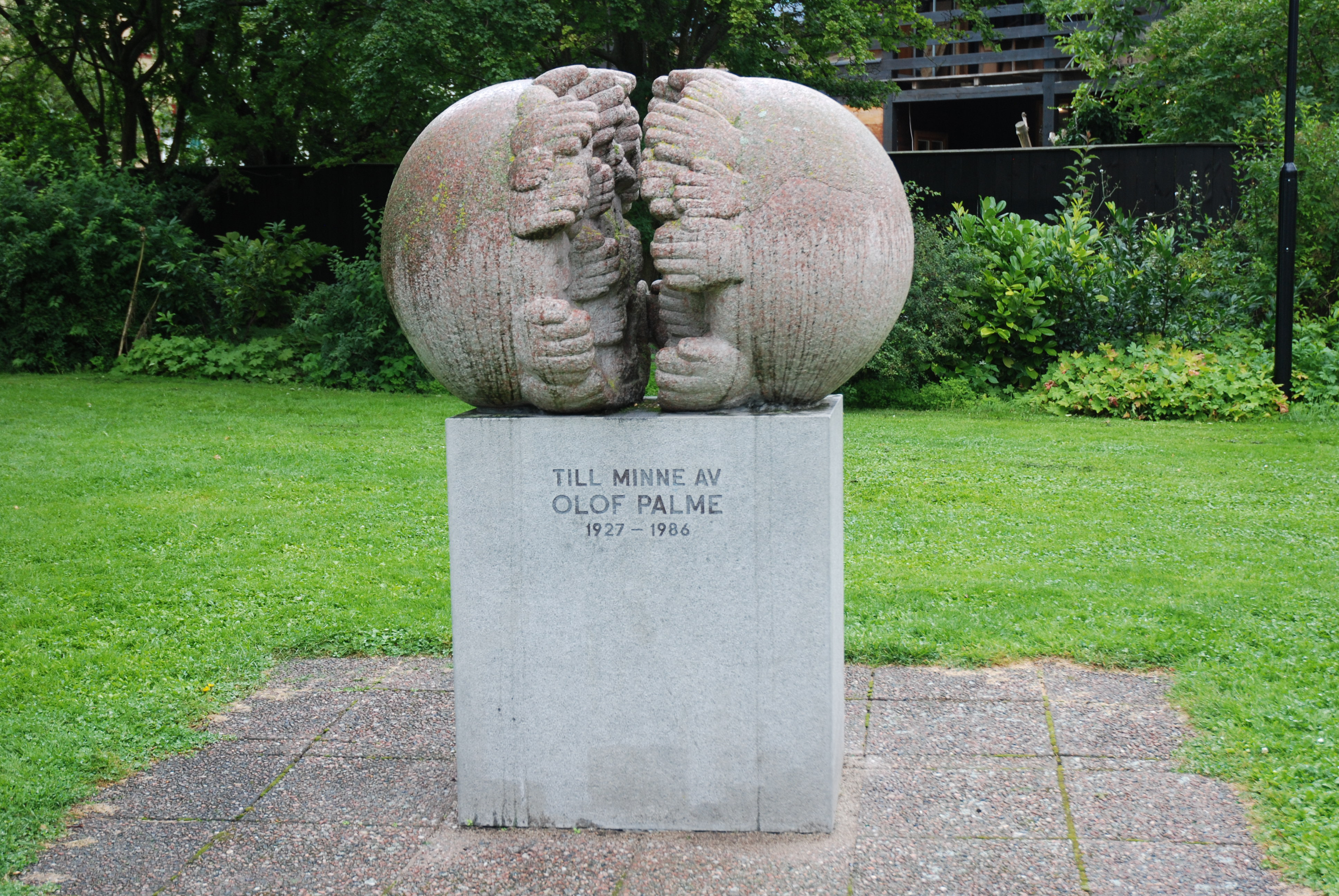
Utsträckta händer
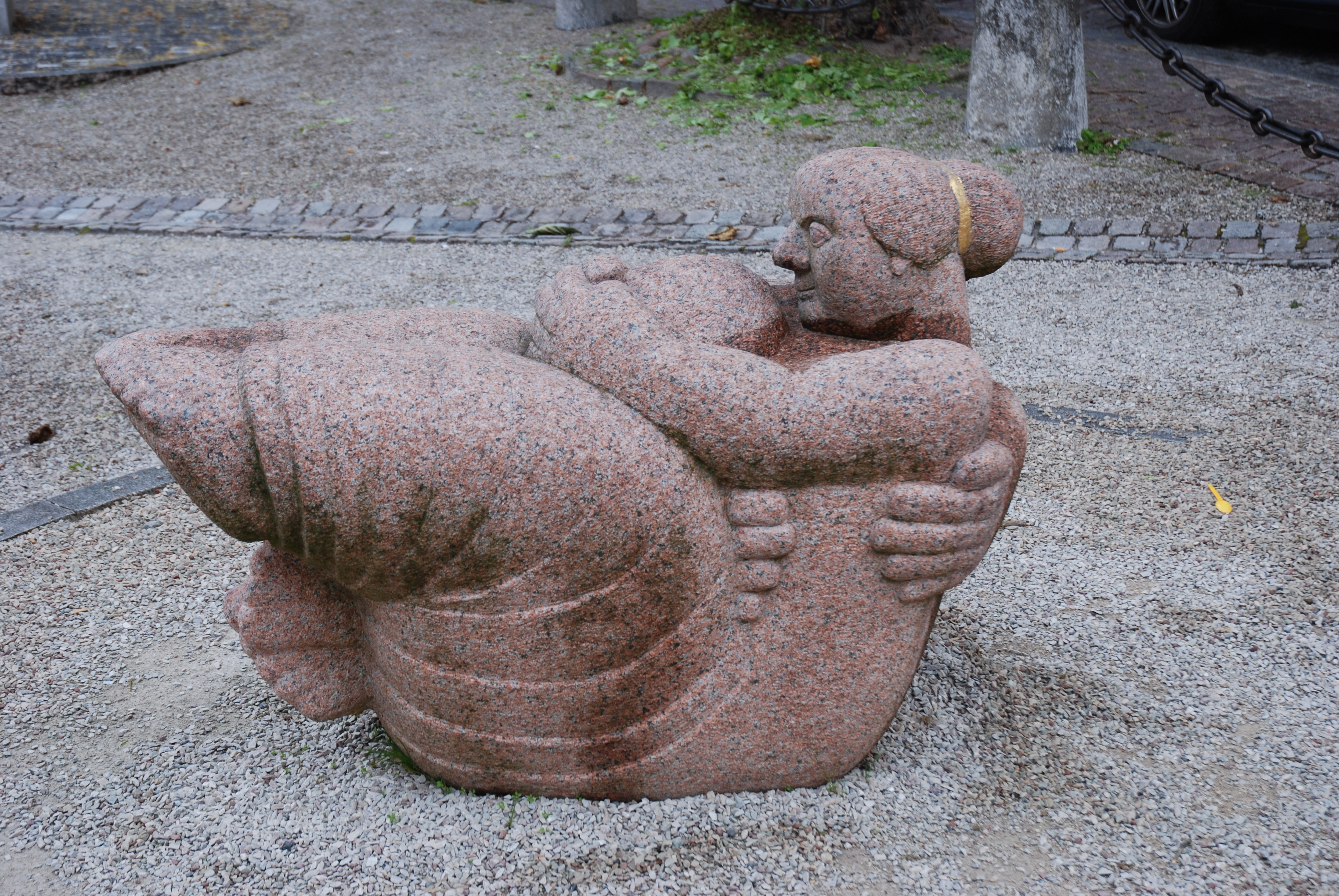
Resan till Cytere
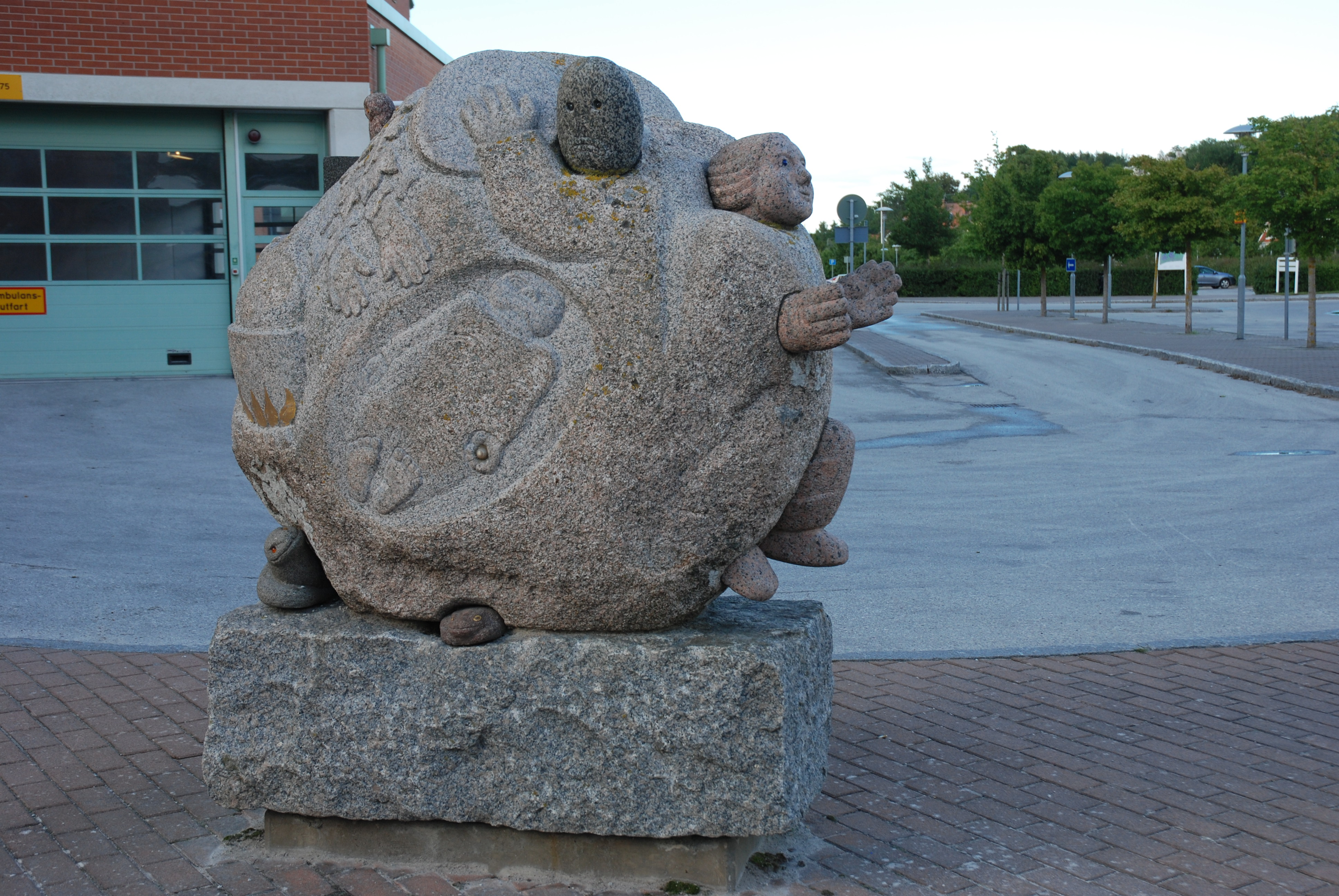
Magi och vetenskap
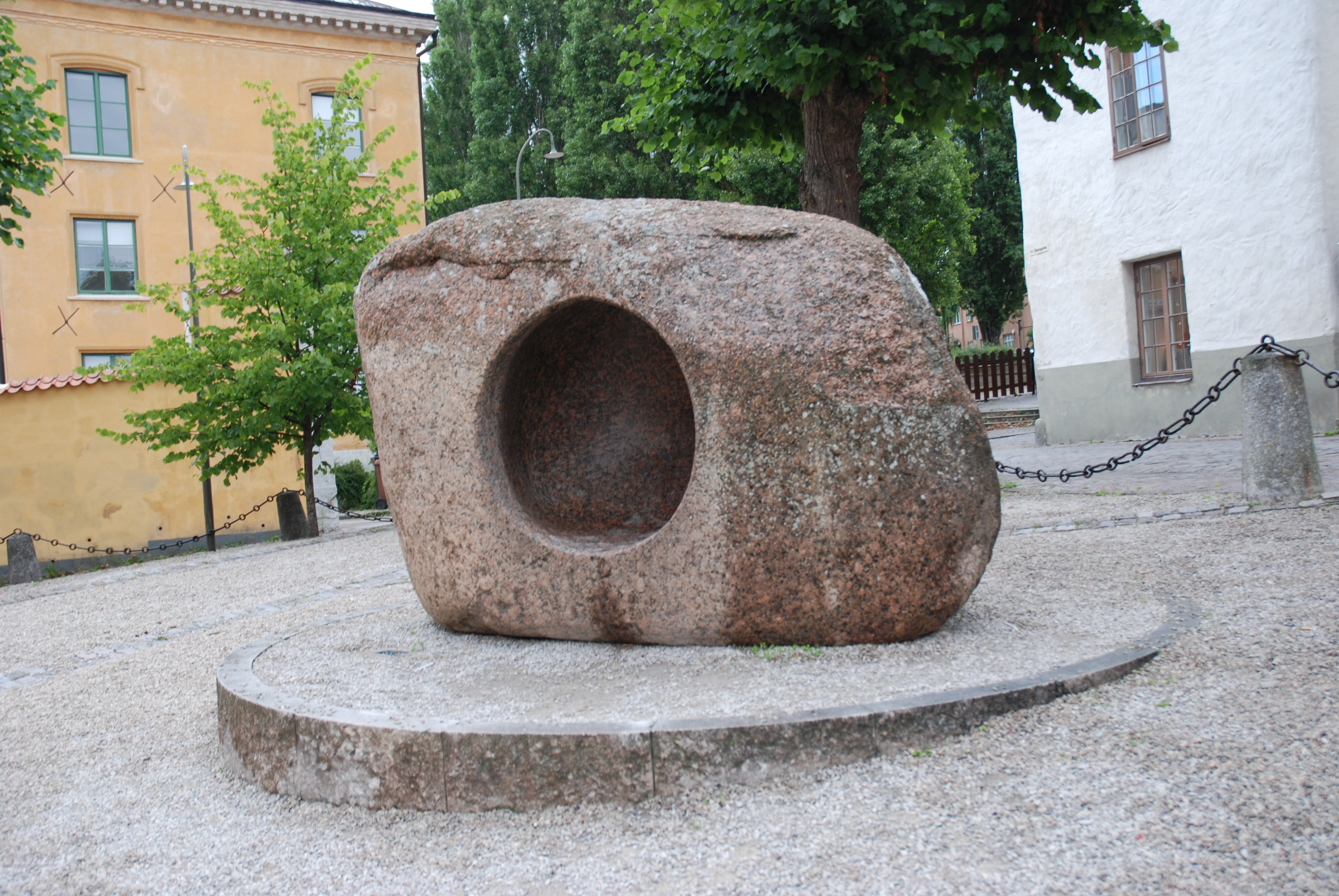
Grottan
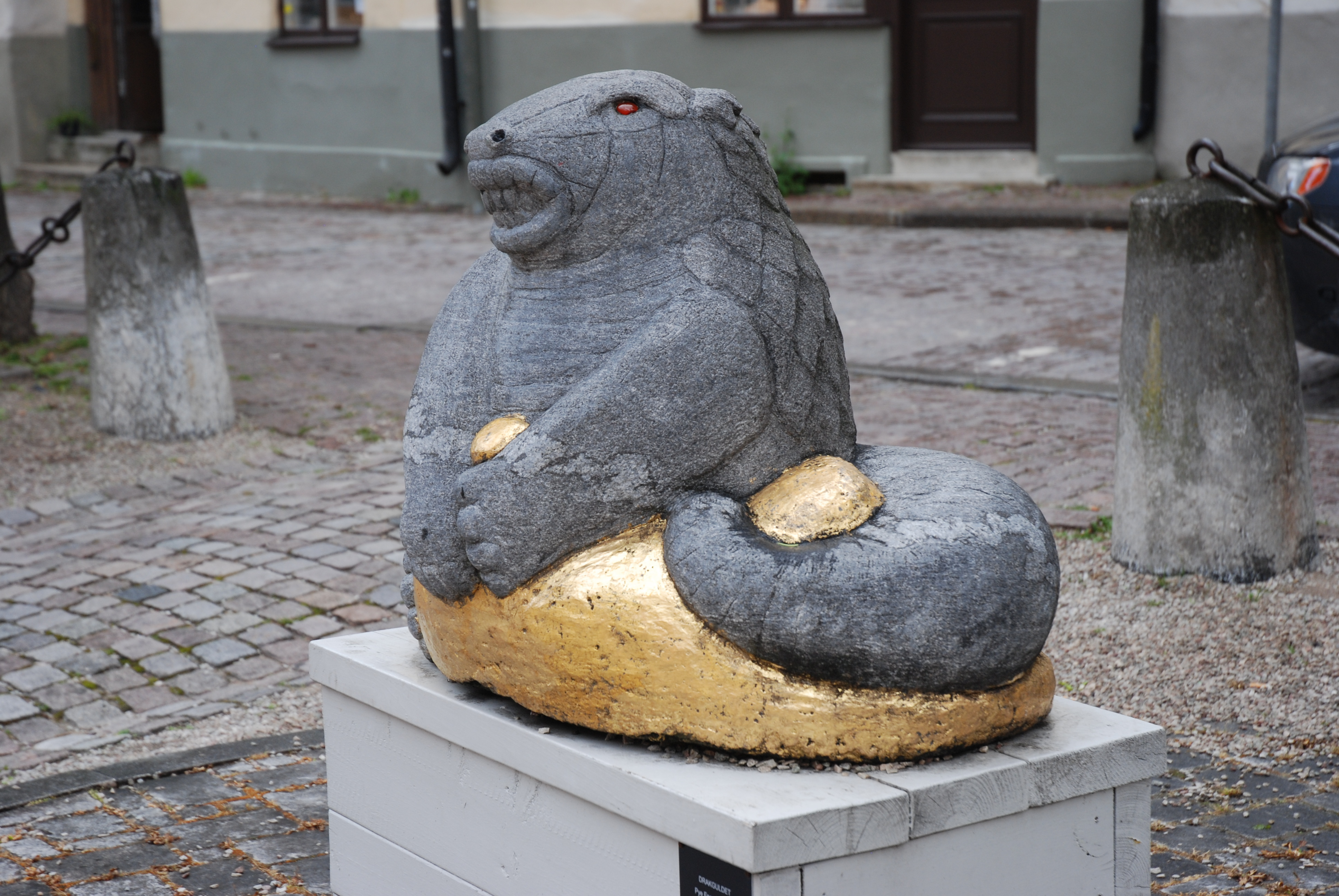
Drakguldet
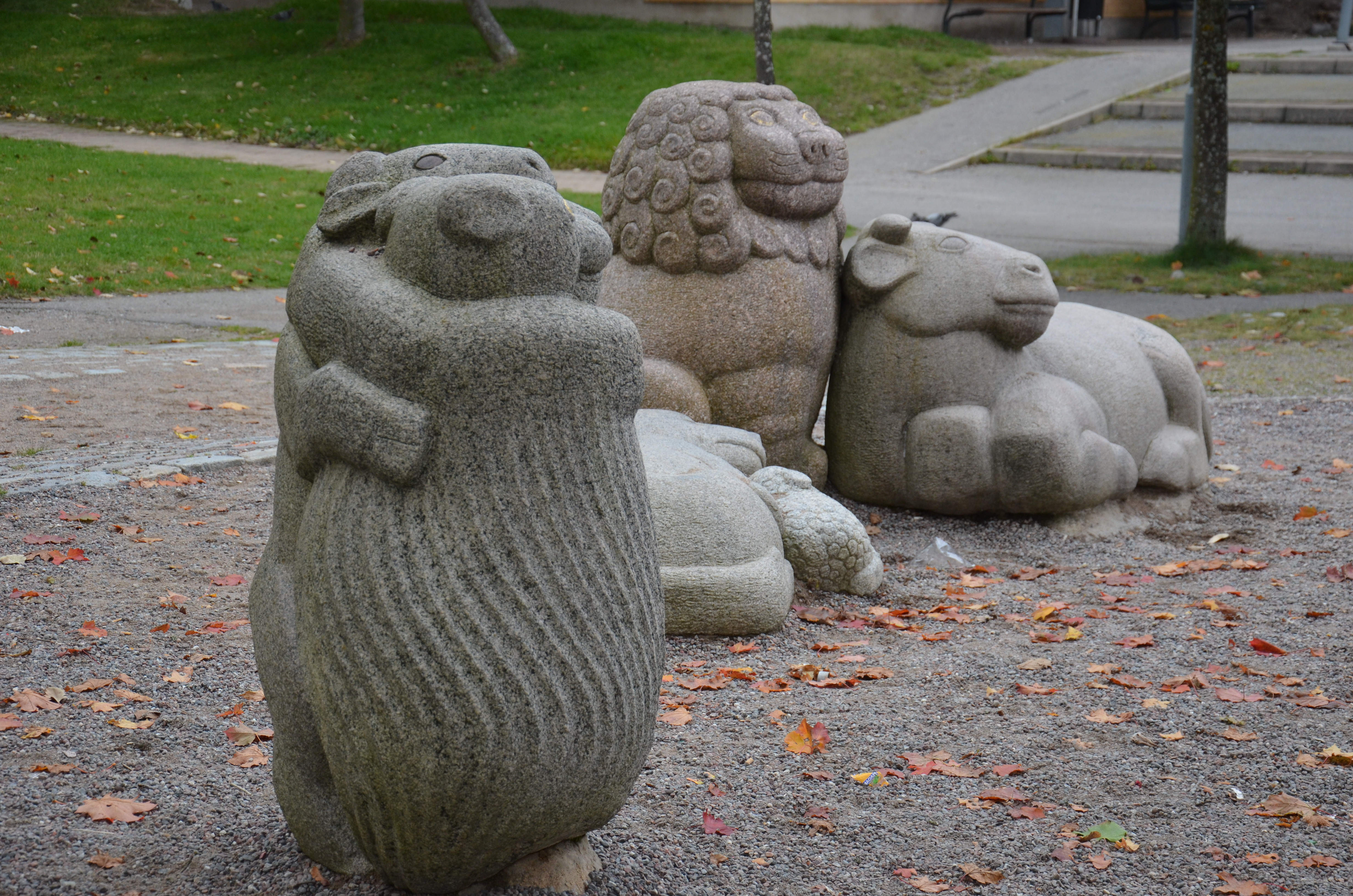
Fredens rike,
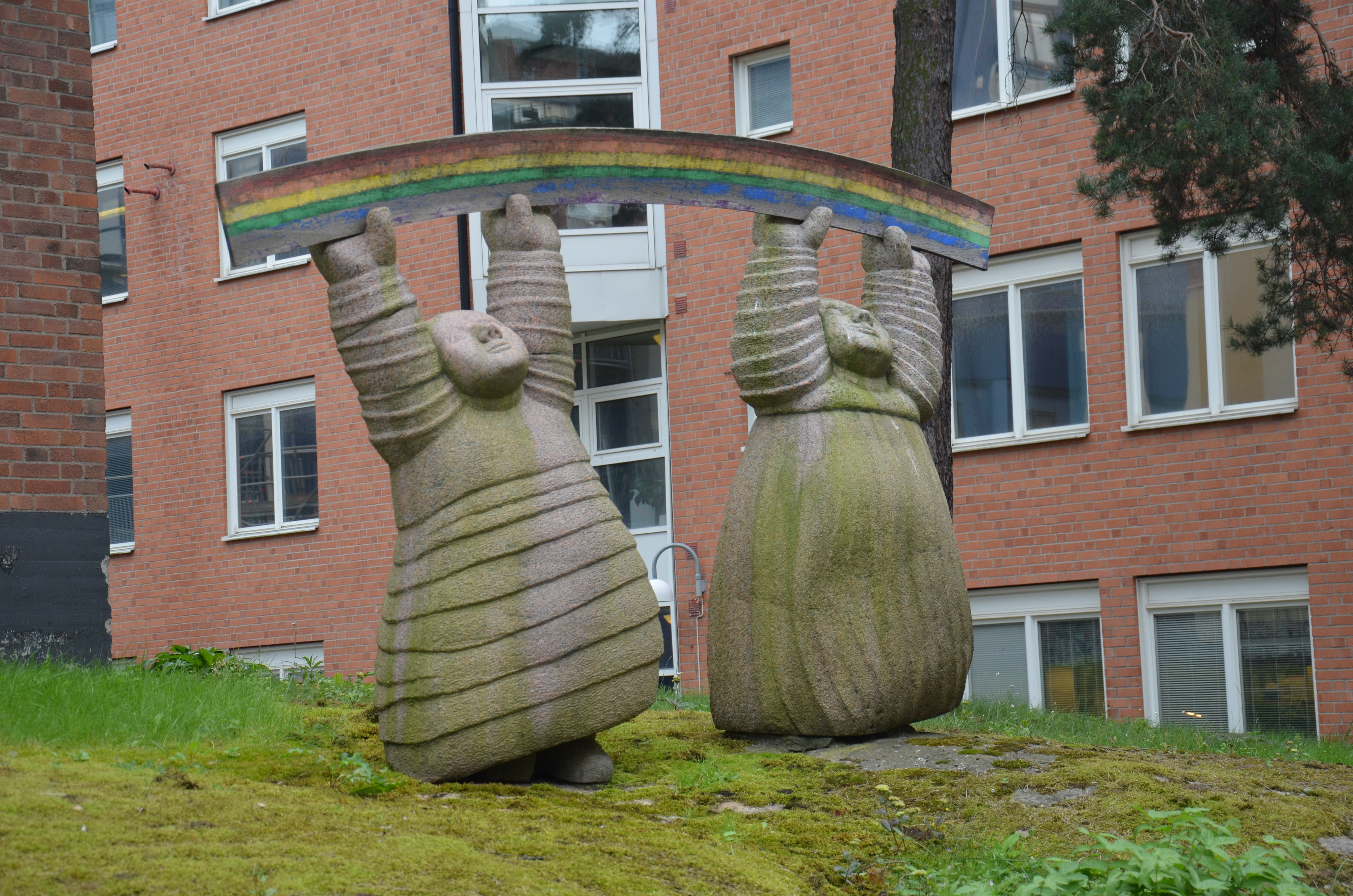
En dröm
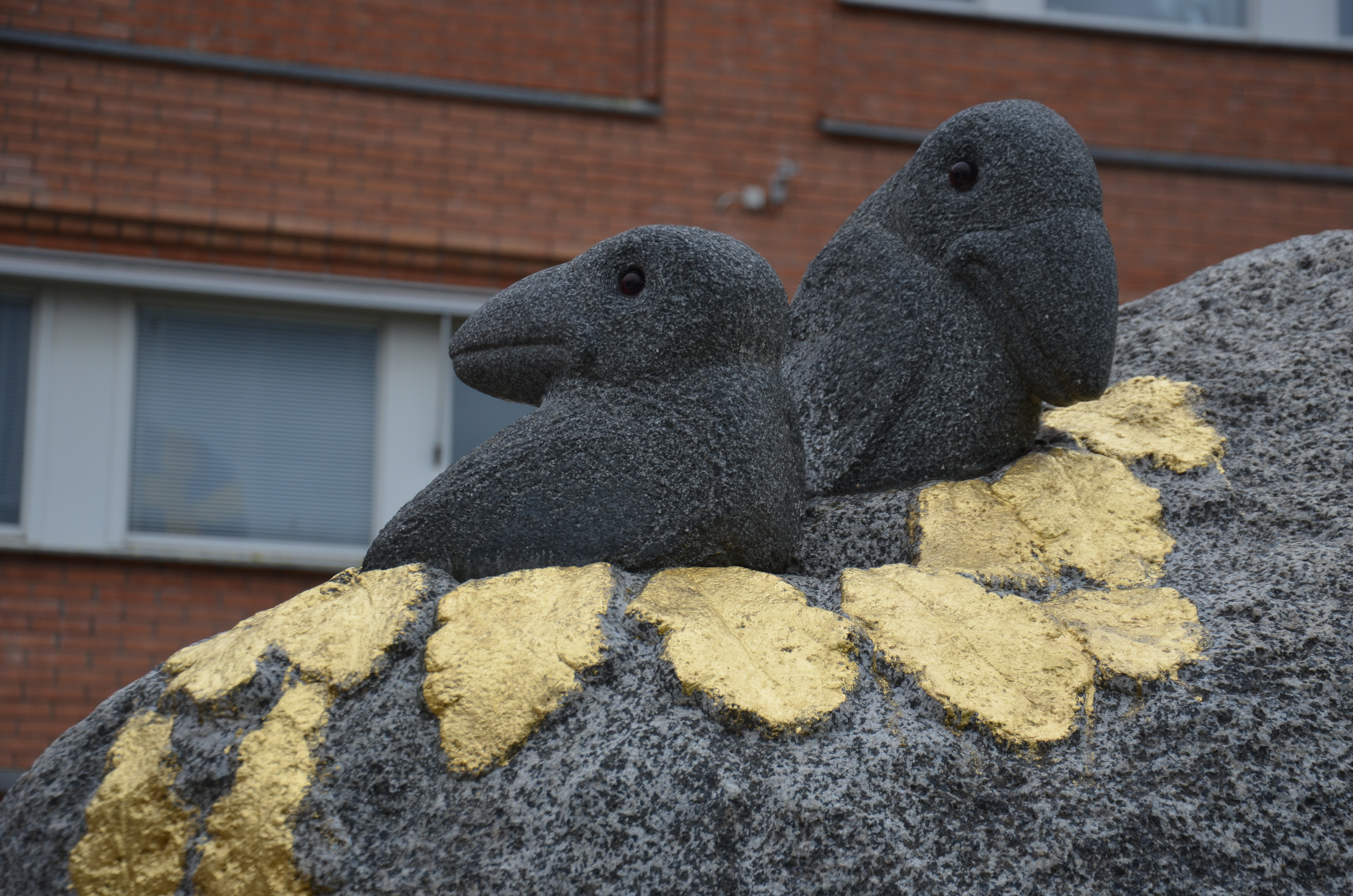
Detalle de Förr och nu
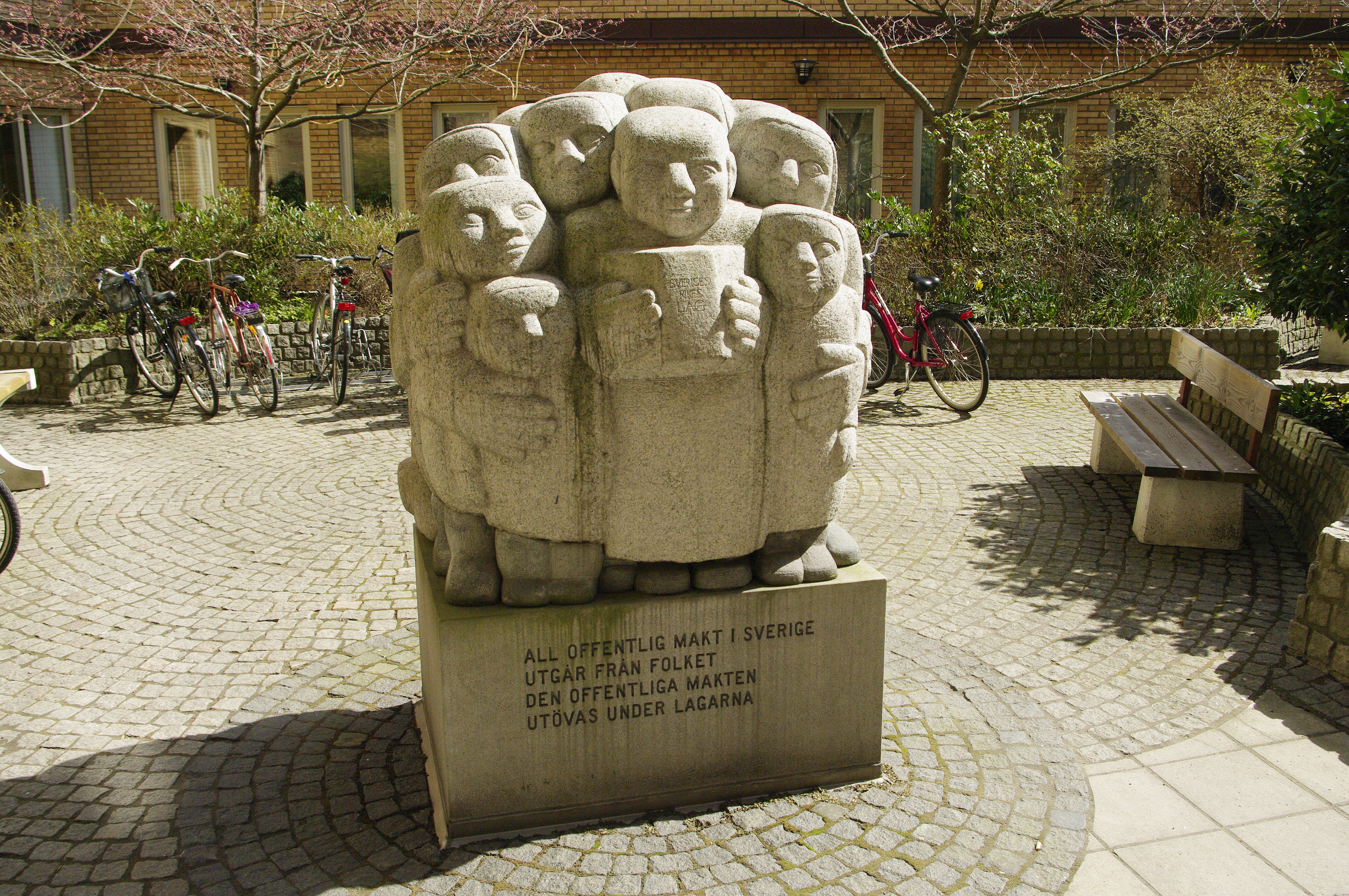
Grundlagen
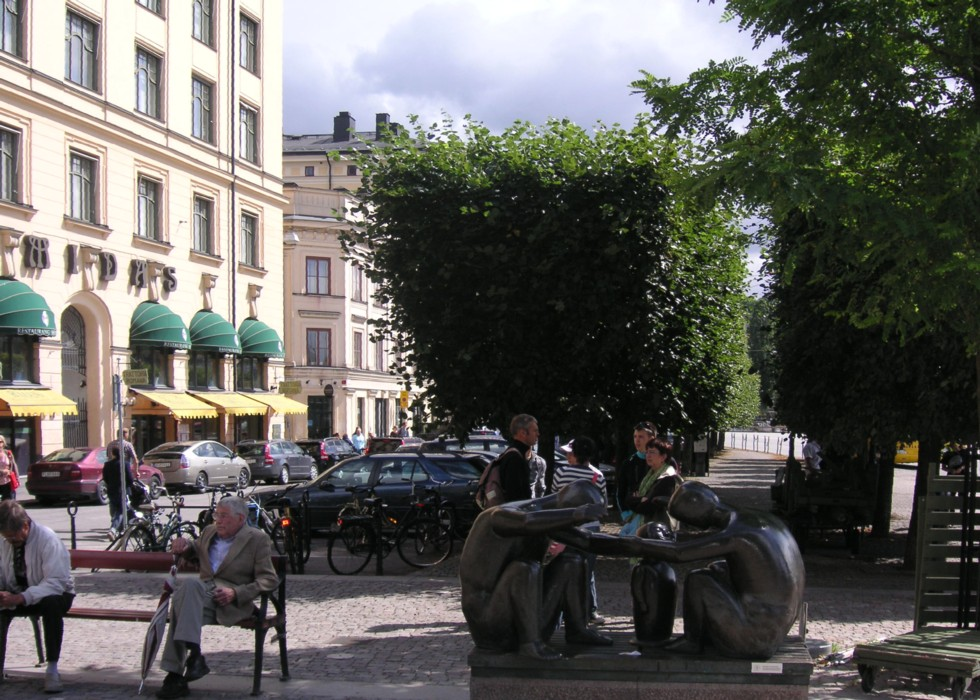
Familjen